# Кези
Кези (укр. Кезі) — упразднённое село, вошедшее в черту села Павловка, бывшее село в Репкинском районе Черниговской области Украины.

## География
Было расположено на левом берегу реки Свишень — северо-западнее села Кувечичи и севернее села Павловка (на правом берегу реки Свишень). Сейчас бывшее село Кези образовывает северную часть (на левом берегу реки Свишень) объединённого села Павловка.
в 1,8 км от юго-восточной окраины села Кези, на небольшом острове, образованном рукавами безымянного ручья (левый приток реки Свишень, бассейна реки Белоус) в урочище Бревенец открыто в 1984 году Бревенецкое поселение.

## История
Село было центром Кезивского сельсовета.
Решением Черниговского областного совета от 28.04.1995 года село было ликвидировано — сёла Кези и Павловка объединены в одно село под названием Павловка. Кезивский сельсовет переименован на Павловский.

## Население
По состоянию на 1986 год население — 360 человек.

## Транспорт
Проходит автодорога «Т2506» (Чернигов—Любеч).